# Anaprof Apertura 2009
El ANAPROF Apertura 2009 oficialmente Copa Digicel Apertura 2009 comenzó desde el 28 de febrero, y culminó el 13 de junio de 2009. Se coronó campeón el San Francisco Fútbol Club, superando al Chorrillo FC. El Sanfra se ganó el pase a la fase preliminar de la Concacaf Liga Campeones 2009-2010 por segundo año consecutivo. Este fue el último torneo conocido como ANAPROF, ya que la temporada siguiente sería conocido como Liga Panameña de Fútbol.

## Equipos del ANAPROF Apertura 2009
| Equipo                 | Ciudad           | Estadio                         | Capacidad |
| ---------------------- | ---------------- | ------------------------------- | --------- |
| Alianza FC             | Ciudad de Panamá | Estadio Camping Resort          | 1.500     |
| Atlético Chiriquí      | David            | Estadio San Cristóbal           | 3.000     |
| Atlético Veragüense    | Santiago         | Estadio Aristocles Castillo     | 2.500     |
| CD Árabe Unido         | Colón            | Estadio Armando Dely Valdés     | 4.000     |
| CD Plaza Amador        | Ciudad de Panamá | Estadio Javier Cruz             | 2.500     |
| Chepo FC               | Chepo            | Mini Rommel                     | 800       |
| Chorrillo FC           | Ciudad de Panamá | Estadio Javier Cruz             | 2.500     |
| San Francisco FC       | La Chorrera      | Estadio Agustín Muquita Sánchez | 8.000     |
| Sporting San Miguelito | San Miguelito    | Estadio Bernardo Candela Gil    | 300       |
| Tauro FC               | Ciudad de Panamá | Mini Rommel                     | 800       |

## Estadísticas ANAPROF Apertura 2009
| Posición | Equipo                 | Juegos | Ganados | Empatados | Perdidos | Goles a favor | Goles en contra | +/- | Puntos |
| -------- | ---------------------- | ------ | ------- | --------- | -------- | ------------- | --------------- | --- | ------ |
| 1.       | Tauro FC               | 18     | 10      | 6         | 2        | 40            | 23              | +17 | 36     |
| 2.       | Atlético Chiriquí      | 18     | 10      | 3         | 5        | 35            | 19              | +16 | 33     |
| 3.       | San Francisco FC       | 18     | 9       | 3         | 5        | 29            | 16              | +13 | 33     |
| 4.       | Chorrillo FC           | 18     | 8       | 8         | 2        | 32            | 17              | +15 | 32     |
| 5.       | Chepo FC               | 18     | 10      | 2         | 6        | 36            | 23              | +13 | 32     |
| 6.       | Sporting San Miguelito | 18     | 8       | 4         | 6        | 29            | 18              | +9  | 28     |
| 7.       | CD Árabe Unido         | 18     | 7       | 4         | 7        | 29            | 24              | +5  | 25     |
| 8.       | Atlético Veragüense    | 18     | 3       | 4         | 11       | 20            | 44              | -24 | 13     |
| 9.       | Alianza FC             | 18     | 2       | 5         | 11       | 22            | 42              | -21 | 11     |
| 10.      | CD Plaza Amador        | 18     | 2       | 1         | 15       | 13            | 56              | -42 | 7      |

- (Los equipos en verde señalan los clasificados a semifinales.)

### Resultados
|                        | AL  | ACH | AVE | CHO | DAU | SF  | TAU | SPO | CHE | PLA |
| Alianza FC             |     | 4-4 | 1-1 | 0-0 | 1-3 | 0-3 | 2-3 | 0-3 | 0-4 | 1-0 |
| Atlético Chiriquí      | 2-3 |     | 3-0 | 0-0 | 2-0 | 3-0 | 1-2 | 3-0 | 1-0 | 4-0 |
| Atlético Veragüense    | 4-3 | 1-2 |     | 0-4 | 3-0 | 0-1 | 0-1 | 1-1 | 1-4 | 1-0 |
| Chorrillo FC           | 3-3 | 2-1 | 2-2 |     | 1-1 | 1-2 | 1-1 | 1-0 | 2-0 | 5-1 |
| CD Árabe Unido         | 2-0 | 2-0 | 6-0 | 1-3 |     | 0-1 | 2-3 | 1-0 | 1-3 | 4-0 |
| San Francisco FC       | 3-0 | 2-1 | 2-1 | 0-1 | 1-1 |     | 1-0 | 1-1 | 1-2 | 4-0 |
| Tauro FC               | 2-1 | 1-1 | 4-1 | 1-1 | 2-2 | 1-1 |     | 2-0 | 6-2 | 7-1 |
| Sporting San Miguelito | 2-2 | 1-2 | 5-1 | 2-0 | 1-2 | 2-1 | 1-1 |     | 2-1 | 5-0 |
| Chepo FC               | 2-0 | 0-1 | 4-1 | 1-1 | 1-1 | 2-0 | 4-1 | 0-1 |     | 4-1 |
| CD Plaza Amador        | 2-1 | 1-4 | 1-1 | 1-4 | 2-0 | 0-5 | 1-2 | 0-1 | 2-3 |     |

Los resultados en color gris corresponden a partidos como local, mientras los resultados en color azul corresponden a partidos como visitante.

## Ronda Final
|  | Semifinales       | Semifinales       | Semifinales  |              |                  | Final            | Final | Final |  |
|  |                   |                   |              |              |                  |                  |       |       |  |
|  |                   |                   |              |              |                  |                  |       |       |  |
|  | Tauro FC          | Tauro FC          | 1            |              |                  |                  |       |       |  |
|  | Tauro FC          | Tauro FC          | 1            |              |                  |                  |       |       |  |
|  | Chorrillo FC      | Chorrillo FC      | 6            |              |                  |                  |       |       |  |
|  | Chorrillo FC      | Chorrillo FC      | 6            |              | San Francisco FC | San Francisco FC | 0     |       |  |
|  |                   |                   |              |              | San Francisco FC | San Francisco FC | 0     |       |  |
|  |                   |                   | Chorrillo FC | Chorrillo FC | 0                |                  |       |       |  |
|  | San Francisco FC  | San Francisco FC  | Chorrillo FC | Chorrillo FC | 0                | 3                |       |       |  |
|  | San Francisco FC  | San Francisco FC  |              |              |                  | 3                |       |       |  |
|  | Atlético Chiriquí | Atlético Chiriquí | 2            |              |                  |                  |       |       |  |
|  | Atlético Chiriquí | Atlético Chiriquí | 2            |              |                  |                  |       |       |  |
|  |                   |                   |              |              |                  |                  |       |       |  |

### Semifinales

#### San Francisco Fútbol Club - Atlético Chiriqui
| 6 de junio de 2009 | San Francisco FC | 0:1' | Atlético Chiriquí  | Estadio Agustín Muquita Sánchez, La Chorrera                      |                                                                   |
|                    |                  |      | Auriel Gallardo 3' | Asistencia: 4 000 espectadores Árbitro(s): José Melendez (Panamá) | Asistencia: 4 000 espectadores Árbitro(s): José Melendez (Panamá) |

| 10 de junio de 2009 | Atlético Chiriquí  | 1:3 (2:3) | San Francisco FC                                               | Estadio San Cristóbal, David, Chiriqui                    |                                                           |
|                     | Clive Trottman 76' |           | Ricardo Phillips 12' · Brunnet Hay Pino 47' · Boris Alfaro 57' | Asistencia: 2,500 espectadores Árbitro(s): Roberto Moreno | Asistencia: 2,500 espectadores Árbitro(s): Roberto Moreno |

#### Chorrillo Fútbol Club - Tauro Fútbol Club
| 6 de junio de 2009 | Chorrillo FC                                              | 3:1' | Tauro FC          | Estadio Javier Cruz, Ciudad de Panamá                          |                                                                |
|                    | Ángel Lombardo 31' · Johnny Ruiz 38' · Bernardo Palma 85' |      | Edwin Aguilar 45' | Asistencia: 1 000 espectadores Árbitro(s): Juan Amaya (Panamá) | Asistencia: 1 000 espectadores Árbitro(s): Juan Amaya (Panamá) |

| 10 de junio de 2009 | Tauro FC | 0:3 (1:6) | Chorrillo FC                                          | Mini Rommel, Ciudad de Panamá                           |                                                         |
|                     |          |           | Johnny Ruiz 45' · Johnny Ruiz 80' · Renàn Addless 73' | Asistencia: 700 espectadores Árbitro(s): Luis Rodríguez | Asistencia: 700 espectadores Árbitro(s): Luis Rodríguez |

### Final

#### San Francisco Fútbol Club - Chorrillo Fútbol Club
| 13 de junio de 2009 | San Francisco FC      | 0-0 (5-4) penales | Chorrillo FC | Estadio Agustín Muquita Sánchez, La Chorrera           |                                                        |
|                     | Rolando Algandona 72' |                   |              | Asistencia: 5,000 espectadores Árbitro(s): Jafet Perea | Asistencia: 5,000 espectadores Árbitro(s): Jafet Perea |

| Tanda de penaltis      |  |     |  |                     |
| Víctor Herrera Piggott |  | 0:0 |  | Engie Alberto Mitre |
| Brunet Hay Pino        |  | 0:1 |  | Caio Josè Milan     |
| Wess Torres            |  | 1:1 |  | Johnny Ruiz         |
| Alberto Manotas        |  | 1:2 |  | Diego Mosquera      |
| Manuel Torres          |  | 2:2 |  | Marco Villarreal    |
| William Cliff Negrete  |  | 3:3 |  | Dereck James        |
| Amir White             |  | 4:4 |  | Julio Medina III    |
| Ricardo Phillips       |  | 5:4 |  | Cèsar Blackman      |

| Campeón de la ANAPROF Apertura 2009: |
| ------------------------------------ |
| San Francisco FC 7.º Título          |

## Datos del ANAPROF Apertura 2009
- Equipo Menos Goleado: San Francisco FC En 18 juegos recibieron 16 goles
- Equipo Mas Goleado: CD Plaza Amador en 18 juegos recibió 57 goles
- Equipo Mas Ofensivo: Tauro FC en 18 juegos anotaron 39 goles
- Equipo Menos Ofensivo: CD Plaza Amador en 18 juegos anotaron 13 goles
- Mejor Delantero: Edwin Aguilar en 18 juegos anotó 17 goles
- Mejor Arquero: William Negrete en 18 juegos recibió 16 goles
- Equipo Mas Ganador: Chepo FCAtlético Chiriquí Tauro FC 18 juegos - 10 Ganados
- Equipo Peor Ganador: CD Plaza Amador 18 juegos - 2 Ganado
- Equipo Mas Perdedor: CD Plaza Amador 18 juegos - 15 perdidos
- Equipo Menos Perdedor: Tauro FC- Chorrillo FC 18 juegos - 2 Perdido

## Goleadores del apertura 2009
Actualizado hasta el 3 de junio de 2009
- Alianza FC:19:

4- Jimmy Duarte

3- Anthony Basile

2- Oldemar Cáceres

2- Xavier Navas

2- Gilmar Torres

2- Federico Marines

2- Yairo Yao

1- Abdul Pinto

1- Yishak González

1- Iván López Cárdenas

1- Jostic McCormack

1- Luis Ortega

- Árabe Unido':26:

8- Orlando Rodríguez

5- Víctor René Mendieta

3- Eduardo McTaggar

3- Publio Rodríguez

2- Armando Cooper

1- Alejandro Vélez

1- Jean Estribi

1- José González

1- Marvin Mitchell

1- John Jairo García

1- Nahir Carroll
- Atlético Chiriquí:35:

9- Óscar Vargas

9- Auriel Gallardo

6- Anthony Valdés

2- Eybir Bonaga

2- Martín Gómez

2- Omar Navarro

1- Catalino Smith

1- Javier Lisondo

1- Jonathan Guerra

1- Carlos Acosta

1- Gabriel Ávila

2- Martín Gómez
- Atlético Veragüense:18:

5- John Freddy Mosquera

4- Jair Medina

4- Josué Brown

2- José Carlos Mialich

1- James Brown

1- Teófilo Ortiz

1- Elías Araba

1- Luigi Martínez

1- Erick Quiroz

- Chepo FC:37:

12- Luis Jaramillo

5- Eduardo Jiménez

5- Gabriel Torres

3- José Luis González

2- Carlos Martínez

2- Carlos Martínez

2- César Aguilar

2- Armando Gun

1- Carlos Rodríguez

1- Ismael Menal

1- Aníbal Godoy

1- Delano Welch

- Chorrillo FC:32:

15- Johnny Ruiz

8- Rennan Addles

2- Julio Medina III

2- Engie Mitre

1- Ángel Lombardo

1- Marcos Villareal

1- Alcibiades Rojas

1- Fernando Mena

1- Derick James
- CD Plaza Amador:13:

3- Rodrigo Tello

2- José Venegas

2- Marcos Rodríguez

1- Víctor Sánchez

1- Willian Aguilar

1- Agustín Salinas

1- Joaquín Mosquera

1- Renne Cohn

1- Luis Lennis
- San Francisco FC':29:

8 Boris Alfaro

6- Víctor Herrera

3- Brunnet Hay Pino

3- Manuel Torres

2- Ricardo Phillips

2- Alberto Manotas

1- Jair Carrasquilla

1- Jefferson Viveros

1- Michael Ward (OG)

1- Amir White

1- Luis Olivardia

- Sporting San Miguelito:27:

5- Armando Polo

3- Luis Morales

3- Gabriel Ríos

2- Luis Mendoza

2- Esteban Jaén

2- Daniel López

1- Jhon Valenzuela

1- Johan Trujillo

1- Luis Ovalle

1- Miguel Vásquez

1- Jesús Pineda

1- Cecilio Watarman

1- Gilberto Salas

1- Luis Rodríguez

1- Eladio Mitre

1- Alejandro Dawson
- Tauro FC:40:

17- Edwin Aguilar

6- Luis Escobar

5- Rolando Blackburn

2- Rolando Palma

2- Luis Moreno

2- Miguel Castillo

1- Joan Melo

1- Eduardo Jiménez (OG)

1- Reggie Arosemena

1- Eduardo Dasent

1- Marcos Sánchez

1- Sergio Thompsom

1- Juan Arroyo

## Máximos Goleadores
| Posición | Jugador           | Equipo            | Goles |
| -------- | ----------------- | ----------------- | ----- |
| 1        | Edwin Aguilar     | Tauro FC          | 17    |
| 2        | Johny Ruiz        | Chorrillo FC      | 15    |
| 3        | Luis Jaramillo    | Chepo FC          | 11    |
| 4        | Oscar Vargas      | Atlético Chiriquí | 9     |
|          | Auriel Gallardo   | Atlético Chiriquí | 9     |
| 6        | Renne Adlles      | Chorrillo FC      | 8     |
|          | Orlando Rodríguez | Árabe Unido       | 8     |
|          | Boris Alfaro      | San Francisco FC  | 8     |
| 9        | Luis Escobar      | Tauro FC          | 6     |
|          | Anthony Valdes    | Atlético Chiriquí | 6     |

## Clásicos Nacionales
El Super Clásico Nacional - Tauro FC vs CD Plaza Amador
| 17 de abril de 2009 | CD Plaza Amador     | 1–2 | Tauro FC                             | Balboa, |  |
|                     | William Aguilar 59' |     | Rolando Palma 44' · Luis Escobar 83' |         |  |

| 13 de mayo de 2009 | Tauro FC                                                                                       | 7–1 | Plaza Amador                        | Mini Rommel, |  |
|                    | Rolando Blackburn 5' · Edwin Aguilar 7' 12' 14' 79' · Marcos Sánchez 83' · Eduardo Dassent 88' |     | Rene Cohn 75' · Francisco López 60' |              |  |

Clásico del Pueblo - CD Plaza Amador vs Chorrillo FC
| 14 de marzo de 2009 | Chorrillo FC | 5–1 | CD Plaza Amador                                                | Mini Rommel, |  |
|                     | Derick James 6' · Engie Mitre 29' · Alcibiades Rojas 31' · Rennan Addles 33' · Ángel Lombardo 38' · Johnny Ruiz 89' |     | Aníbal Orozco 63' · Riquelme Espinoza 67' · Víctor Sánchez 84' |              |  |

| 9 de mayo de 2009 | Plaza Amador                            | 1–4 | Chorrillo FC                                                                   | Artes y Oficios, |  |
|                   | Miguel Tello 50' · Donaldo Martínez 75' |     | Rennan Addles 14' · Marcos Villareal 21' · Johnny Ruiz 50' · Rennan Addles 69' |                  |  |

Clásico Interiorano - Atlético Chiriquí vs Atlético Veragüense
| 18 de abril de 2009 | Atlético Chiriquí                                         | 3–0 | Atlético Veragüense                 | San Cristóbal, |  |
|                     | Moisés Torres 62' · Anthony Valdès 64' · Óscar Vargas 85' |     | Josué Brown 39' · Teófilo Ortiz 67' |                |  |

| 13 de mayo de 2009 | Atlético Veragüense                | 1–2 | Atlético Chiriquí                    | Toco Castillo, |  |
|                    | Josué Brown 41' · Jairo Pineda 82' |     | Omar Navarro 70' · Osccar Vargas 95' |                |  |

## Extranjeros
| - Víctor Suares - Julio Capretta - Felipe Borosky - Caio Milano - Jonathan Marchena - Wellintong Domínguez - Jhon Solís - Adderly Arroyo - Luis Fernando Escobar - Jhoan Melo - Johan Ceron - Ricardo Lozano - Carlos Burgos - José Darío Julio | - Jhon Mosquera - Jhon Parra - Jhon Ferly Sabala - Omar Eduardo - Hugo Chaverra - William Negrete - Evert Salas - Alberto Manotas - Jefferson Viveros - Edwin Antero - Miller Lizarazo - Davis Granados - Rodman González |  |